# Annari Viljoen

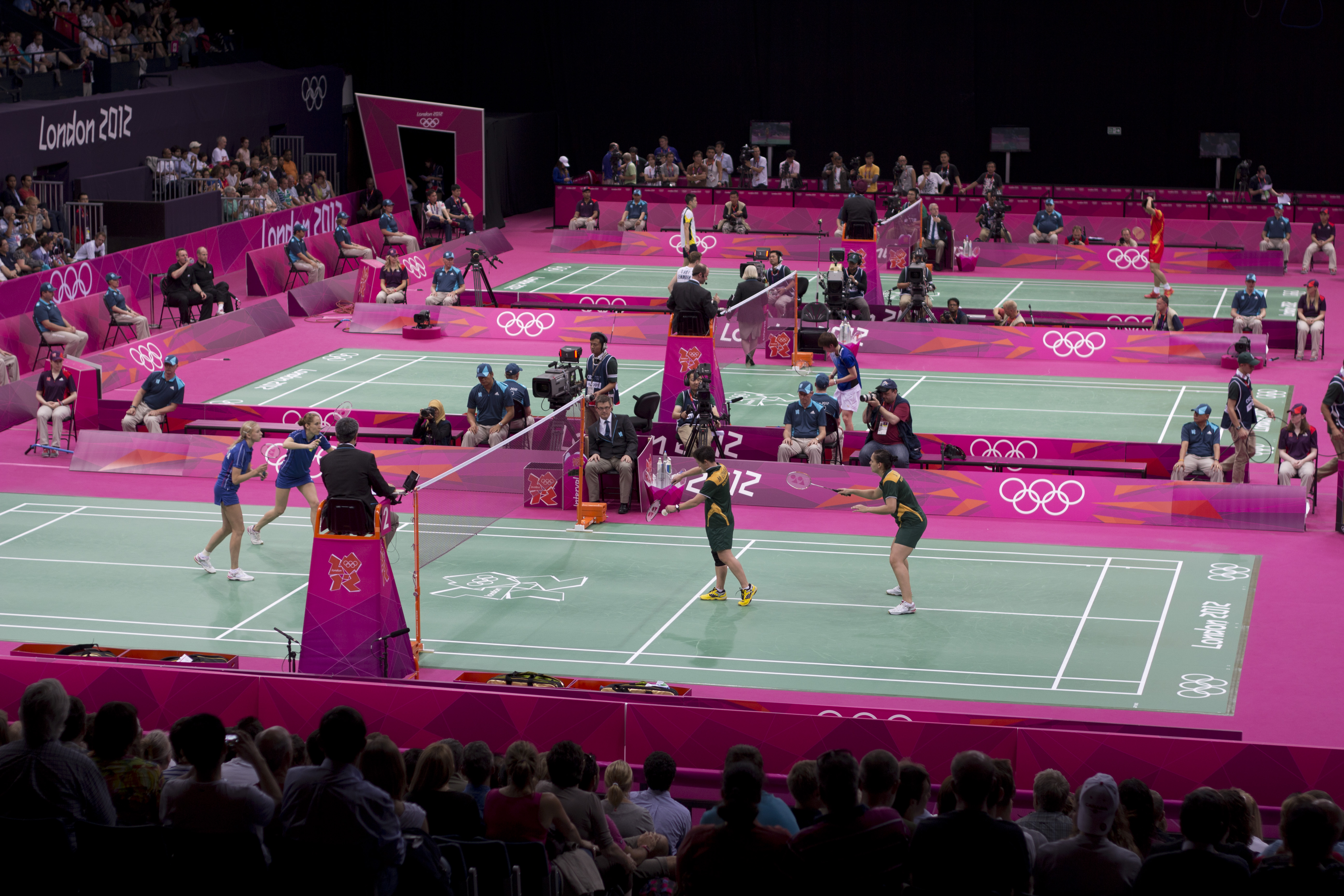
Annari Viljoen bei Olympia 2012 (vorn rechts)

Annari Viljoen (* 16. Januar 1987 in Bloemfontein) ist eine südafrikanische Badmintonspielerin. Willem Viljoen ist ihr Bruder.

## Karriere
Annari Viljoen gewann 2007, 2008 und 2009 die South Africa International. 2009 wurde sie auch südafrikanische Meisterin. 2010 gewann sie die Afrikameisterschaft und die Uganda International.

## Sportliche Erfolge
| Saison | Veranstaltung                 | Disziplin   | Platz | Name                              |
| ------ | ----------------------------- | ----------- | ----- | --------------------------------- |
| 2006   | Mauritius International       | Dameneinzel | 3     | Annari Viljoen                    |
| 2006   | Mauritius International       | Mixed       | 3     | Chris Dednam / Annari Viljoen     |
| 2007   | South Africa International    | Mixed       | 1     | Chris Dednam / Annari Viljoen     |
| 2007   | South Africa International    | Damendoppel | 1     | Jade Morgan / Annari Viljoen      |
| 2008   | South Africa International    | Damendoppel | 1     | Jade Morgan / Annari Viljoen      |
| 2009   | South Africa International    | Damendoppel | 1     | Michelle Edwards / Annari Viljoen |
| 2009   | Afrikameisterschaft           | Damendoppel | 3     | Annari Viljoen / Michelle Edwards |
| 2009   | Südafrikanische Meisterschaft | Mixed       | 1     | Chris Dednam / Annari Viljoen     |
| 2009   | Südafrikanische Meisterschaft | Damendoppel | 1     | Michelle Edwards / Annari Viljoen |
| 2010   | Uganda International          | Damendoppel | 1     | Michelle Edwards / Annari Viljoen |
| 2010   | Afrikameisterschaft           | Mixed       | 2     | Roelof Dednam / / Annari Viljoen  |
| 2010   | Afrikameisterschaft           | Damendoppel | 1     | Annari Viljoen / Michelle Edwards |
| 2011   | Südafrikanische Meisterschaft | Dameneinzel | 1     | Annari Viljoen                    |
| 2011   | Südafrikanische Meisterschaft | Damendoppel | 1     | Michelle Edwards / Annari Viljoen |
| 2011   | Südafrikanische Meisterschaft | Mixed       | 1     | Chris Dednam / Annari Viljoen     |
| 2012   | South Africa International    | Damendoppel | 1     | Michelle Edwards / Annari Viljoen |
| 2012   | South Africa International    | Mixed       | 1     | Willem Viljoen / Annari Viljoen   |
| 2014   | Botswana International        | Mixed       | 1     | Willem Viljoen / Annari Viljoen   |